# Pramadea minoralis
Pramadea minoralis is een vlinder uit de familie van de grasmotten (Crambidae), uit de onderfamilie van de Spilomelinae. De wetenschappelijke naam van deze soort is voor het eerst voorgesteld als Acharana minoralis door William Warren in een publicatie uit 1892.

## Verspreiding
De soort komt voor in Ghana, Nigeria en op de eilanden Madagaskar, Mahé (Seychellen), Réunion en Mauritius.

## Waardplanten
De rups leeft op Begonia sp. (Begoniaceae).